# Lomba de São Pedro
Lomba de São Pedro ist eine portugiesische Gemeinde (Freguesia) im Kreis (Município) von Ribeira Grande auf der Azoreninsel São Miguel. In ihr leben 348 Einwohner (Stand 19. April 2021).